# Anthophora aestivalis
Anthophora aestivalis är en biart som först beskrevs av Georg Wolfgang Franz Panzer 1801.  Anthophora aestivalis ingår i släktet pälsbin, och familjen långtungebin. Inga underarter finns listade.

## Beskrivning
Ett tämligen stort bi med en kroppslängd på 14 till 15 mm. Honan har vithårigt ansikte, gulbrun mellankropp med två svarta tvärband mellan vingfästena och mörk bakkropp med ljusa band i tergiternas (bakkroppssegmentens) bakkanter. Hanen har likaledes vithårigt ansikte, rödbrun mellankropp som grånar med stigande ålder, och mörk bakkropp.

## Ekologi
Anthophora aestivalis finns vid rasbranter, sand- och lertag, stenmurar och ibland även i vingårdar. Flygtiden varar från maj till juli; arten är inte särskilt specialiserad i sitt födoval, den flyger till blommor ur familjerna solvändeväxter, ärtväxter och kransblommiga växter. Honan gräver ut larvbon i marken, ibland i små kolonier tillsammans med andra honor. Bona parasiteras ibland av praktsorgbiet, som dödar ägget eller larven, och lever av dess matförråd.

## Utbredning
Arten finns i Syd- och Mellaneuropa. Den är dock hotad i många områden.